# Il padrino - Parte II
Il padrino - Parte II (The Godfather Part II) è un film del 1974 co-scritto, diretto e prodotto da Francis Ford Coppola, e interpretato da Al Pacino, Robert De Niro, Robert Duvall, Diane Keaton e John Cazale. La pellicola è il seguito de Il padrino ed è vincitrice di 6 Oscar, oltre a vantare anche 6 nomination ai Golden Globe. Nel 1990, verrà a sua volta seguito da Il padrino - Parte III.
È stato il primo seguito nella storia del cinema a vincere l'Oscar al miglior film, impresa in seguito riuscita anche a Il Signore degli Anelli - Il ritorno del re (2003). Tuttavia, la saga de Il padrino è l'unica nella storia ad aver vinto più di un premio Oscar come miglior film.
Questa seconda pellicola dedicata alla famiglia Corleone trionfò agli Oscar 1975, con 11 candidature aggiudicandosi ben sei statuette: miglior film e miglior regia a Francis Ford Coppola, miglior attore non protagonista a Robert De Niro, Migliore sceneggiatura non originale a Coppola e Mario Puzo, miglior scenografia e miglior colonna sonora. L'American Film Institute sia nella lista del 1998 che in quella aggiornata nel 2007 lo posiziona al 32º posto nella classifica dei cento migliori film statunitensi. Sempre lo stesso istituto, lo colloca al 3º posto nella categoria dei miglior film gangster. Il personaggio di Michael Corleone si trova invece all'11º posto nella classifica dei migliori 50 cattivi di tutti i tempi.
Marlon Brando e Robert De Niro furono i primi attori ad aver vinto l'Oscar interpretando lo stesso personaggio, Vito Corleone, rispettivamente da anziano (nel primo film, del 1972) e da giovane.

## Trama
Corleone, 1901. Il piccolo Vito Andolini assiste pian piano al massacro della propria famiglia: il padre Antonio viene assassinato dal potente boss Don Ciccio per aver rifiutato di obbedirgli e il fratello Paolo viene ucciso durante un corteo funebre, mentre cercava di architettare una vendetta. La madre prova a far perdonare la famiglia dal boss, ma davanti alla sua freddezza e indisponibilità minaccia di ucciderlo con un coltello alla gola, finendo trucidata davanti agli occhi del proprio pargolo in fuga. Per essere salvato, Vito viene fatto emigrare in America, dove, per una svista anagrafica, il suo cognome diventa ''Corleone''. A causa del vaiolo viene mandato in quarantena ad Ellis Island. Poco dopo inizia a lavorare onestamente nel negozio di alimentari del signor Abbandando.
1958. Il figlio di Don Vito, Michael, guida la cosca mafiosa dei Corleone nel Nevada. Da molti anni è immerso in affari assai vantaggiosi nel campo del gioco d'azzardo del Nevada e nella Cuba corrotta del dittatore Batista, insieme ad altri malavitosi e a uomini d'affari prevalentemente statunitensi. Il ricco e potente capitalista ebreo Hyman Roth, che guida il lucroso business a Cuba, trama per eliminare subdolamente Michael, riuscendo quasi nel suo intento: manda alcuni sicari nella villa di Tahoe, i quali però falliscono e vengono uccisi da un misterioso basista prima di poter essere catturati dagli uomini dei Corleone.
A un anno dal suo matrimonio con Carmela e dalla nascita del suo primogenito, Sonny, Vito viene licenziato in favore del nipote di Don Fanucci, piccolo ma feroce boss di quartiere. Successivamente si imbatte in Peter Clemenza e Salvatore Tessio, che divengono suoi amici e con cui inizia alcune attività malavitose. Fanucci li ricatta a fine di estorsione, imponendo un alto tributo finanziario, ma il giovane Vito, fingendo di assecondarlo, lo assassina in un agguato a colpi di pistola. Inizia così la sua ascesa nella criminalità e in pochi anni diviene uno dei più importanti boss mafiosi di New York: egli controllerà il racket, il contrabbando di tabacchi e alcolici, la corruzione, la prostituzione, il gioco d'azzardo. Divenuto un potente e temuto signore del crimine, Don Vito ritorna a Corleone per vendicare i genitori e il fratello uccidendo barbaramente il loro assassino, ormai anziano, con una pugnalata all'addome.
Michael sospetta proprio di Hyman Roth e si reca a Miami, dove vive, facendogli credere che dubita del proprio ex caporegime, ora boss a New York, Frankie Pentangeli, che da lungo tempo preme per avere il permesso di assassinare i suoi rivali, i fratelli Rosato, protetti da Roth.
Nel frattempo Tom Hagen assume temporaneamente il comando della Famiglia Corleone e a nome di Michael organizza un piano per controllare Pat Geary, senatore del Nevada, che ha osato ricattare i Corleone. Manda Al Neri nella casa di tolleranza di loro proprietà di Las Vegas, sorprendendo il senatore a letto con una giovane prostituta, che uccide dopo aver tramortito l'uomo. Geary si sveglia in stato confusionale e teme di essere stato lui il carnefice della ragazza; Tom Hagen si reca sul posto di persona e gli suggerisce cosa fare: recarsi nella villa di Tahoe e proclamare il suo rispetto per i Corleone, unico mezzo per salvarsi la reputazione.
Michael chiede a Pentangeli di fare la pace con i Rosato con l'intento di avvicinarsi a Roth e smascherare il traditore all'interno della propria famiglia. Ma durante l'incontro con i Rosato, Pentangeli viene aggredito e quasi ucciso da alcuni uomini di Roth, i quali gli fanno credere che sia una mossa di Michael. Nel frattempo, Michael si reca a Cuba per architettare l'omicidio di Roth e qui scopre per caso che il traditore è il fratello Fredo, il quale ha venduto a Johnny Ola, scagnozzo di Roth, alcune importanti informazioni sulle divisioni della famiglia e ha introdotto i sicari nella villa; Michael rinnega completamente il fratello, però ordina che non gli sia fatto nulla finché la madre è ancora in vita.
Fallito il tentativo di eliminare Roth a Cuba, Michael torna negli Stati Uniti a seguito della presa del potere di Fidel Castro. Qui, dopo aver appreso da Hagen che sua moglie Kay Adams ha perduto il bambino che aspettava, affronta una commissione d'inchiesta senatoriale pilotata da Roth. La commissione accusa Michael avvalendosi delle delazioni del pentito Pentangeli, entrato a far parte del programma testimoni per proteggersi da un altro eventuale tentativo di omicidio, il quale viene però indotto a tacere al momento dell'interrogatorio dall'imprevista e inquietante presenza in aula del fratello, Vincenzo Pentangeli, che fa scattare in lui la legge dell'omertà basata sul timore per la vita del fratello.
Assolto dalle accuse di associazione criminale, Michael trama la propria vendetta contro Roth, che fa uccidere da un sicario all'aeroporto di Miami. Successivamente, spinge Pentangeli al suicidio in cella per aver testimoniato contro di lui, con la promessa di risparmiare la sua famiglia. Proprio in questo periodo la madre di Michael viene a mancare e per l'occasione Connie gli si riavvicina, affermando che vuole rientrare nella famiglia dopo il suo allontanamento poiché ha finalmente perdonato Michael per aver assassinato suo marito Carlo. Ella lo supplica di perdonare Fredo allo stesso modo, così Michael decide di riabbracciare suo fratello, perdonando la sua condotta. Non di meno il suo omicidio deve essere comunque portato a termine, così il boss fa uccidere suo fratello da Al Neri durante una gita sul lago Tahoe. Fredo, nonostante abbia probabilmente intuito quale sarebbe stato il suo destino, non si oppone.
Michael ha dunque trionfato sui suoi nemici, ma Kay, stanca della vita piena di violenza e menzogne che fa con lui, della quale però è sempre stata consapevole, dopo aver tentato invano di farlo desistere, gli rivela di aver abortito di proposito per non mettere al mondo un altro figlio che sarebbe diventato un mafioso assassino come il padre. Michael è sconvolto a tal punto da aggredirla fisicamente. Kay lascia così per sempre la famiglia, ma i suoi due figli resteranno con Michael per volere di quest'ultimo.
Nel finale Michael si ritrova solo con i figli nella villa sul lago, immerso nei ricordi della sua famiglia, quando stavano festeggiando tutti insieme per il compleanno di loro padre.

## Produzione

### Sviluppo
In seguito al successo internazionale ottenuto dal film Il padrino (1972), la Paramount Pictures pensò subito a un sequel, affidando nuovamente la regia a Coppola, che però chiese di dare l'incarico a Martin Scorsese per via dei problemi avuti dai produttori durante la lavorazione del primo film. La casa di produzione rifiutò e così Coppola fu costretto ad accettare, ponendo però la condizione che avrebbe girato il sequel mostrando anche il passato di Vito Corleone, il personaggio cardine del primo film, che cammina parallelamente alla vita del figlio Michael, il protagonista della nuova pellicola. Infatti le origini di Vito erano raccontate nel romanzo di Mario Puzo ma non furono inserite nella narrazione del primo film.
Secondo la stesura originale della sceneggiatura, il film doveva concludersi con una scena ambientata nel 1968 nella villa sul lago Tahoe in cui un diabetico Michael Corleone di mezz'età parla con il figlio Anthony, ormai diciottenne, che gli dice che non seguirà le sue orme. Però Francis Ford Coppola non riuscì a terminare le riprese di questa scena e decise di eliminarla dalla sceneggiatura, usandola anni dopo come base per scrivere la storia de Il padrino - Parte III.
A differenza de Il padrino e de Il padrino - Parte III il film fu vietato ai minori di 14 anni. Inoltre è il film più lungo della saga (200 minuti) ed anche il più premiato dei tre.

### Cast

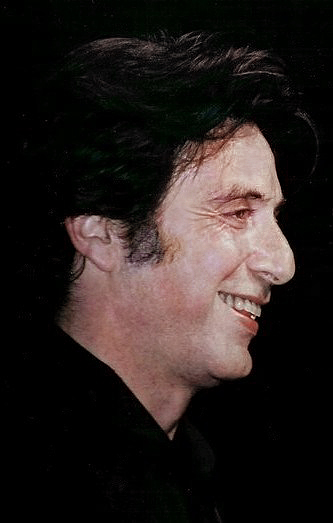
Al Pacino al Festival di Cannes 1996

Al Pacino venne riconfermato nel ruolo di Michael Corleone che stavolta sarebbe stato il protagonista della pellicola. Insieme a lui vennero riconfermati anche gli altri personaggi principali della storia, ossia Robert Duvall, Diane Keaton, Talia Shire e John Cazale, il quale ebbe un ruolo molto più consistente di quello del primo film.
Per la parte del giovane Vito Corleone, il regista scelse Robert De Niro perché gli era piaciuto il suo provino per la parte di Santino Corleone durante la scelta del cast del primo film. Per prepararsi al ruolo prima dell'inizio delle riprese, De Niro passò sei mesi nella zona di Corleone, in Sicilia, per imparare il siciliano. Nella versione originale del film, De Niro recita in italiano con spiccato accento siculo.
Il regista desiderava ardentemente riproporre Richard Castellano per la parte di Peter Clemenza da anziano, vista l'importanza del personaggio. La prima stesura della sceneggiatura prevedeva infatti che fosse proprio Clemenza a testimoniare contro Michael Corleone dinanzi alla commissione d'inchiesta senatoriale. Tuttavia, vi sono due versioni sull'accaduto. Secondo le fonti più accreditate, Castellano pose una clausola fondamentale: i dialoghi di Clemenza sarebbero stati scritti da un suo amico. Coppola rifiutò immediatamente, e Castellano, noto per la sua testardaggine, declinò l'offerta di riprendere il suo ruolo nella serie cinematografica. Secondo un'altra versione, Castellano non fu in grado di riprendere il ruolo perché ciò gli avrebbe richiesto di riprendere oltre 20 chili di peso (che nel frattempo aveva perso per ragioni di salute). Per sostituirlo, Coppola e Puzo inventarono il personaggio di Frankie Pentangeli. Clemenza appare comunque da giovane, nelle vicende relative all'ascesa di Vito Corleone, interpretato da un giovane Bruno Kirby che recitò proprio con Castellano nel programma televisivo The Super andato in onda nel 1972.
Inoltre, Coppola intendeva pure reintrodurre Marlon Brando, nel ruolo di Vito Corleone, e James Caan, nel ruolo di Santino Corleone, nella scena in cui Michael ricorda il compleanno del padre in cui annuncia la sua prossima partenza per la guerra. Brando inizialmente accettò, ma alla fine diede forfait a causa di vecchi rancori verso la Paramount relativi al compenso per il primo film, che probabilmente non sarebbe aumentato di molto per questo piccolo cameo. Caan invece accettò però pretese di essere pagato per questo piccolo cameo con la stessa somma ricevuta per il primo film.
Pacino consigliò inoltre a Coppola di affidare la parte di Hyman Roth a Lee Strasberg, il suo maestro di recitazione all'Actor's Studio, considerandolo particolarmente adatto al ruolo. Siccome il personaggio di Roth era vagamente ispirato al mafioso Meyer Lansky, quest'ultimo telefonò a Strasberg dopo l'uscita del film per congratularsi della sua interpretazione.
Sofia Coppola, figlia del regista, interpretò una giovane immigrata clandestina nella stessa nave che porta Vito Corleone a New York; Sofia era già apparsa nella scena finale del primo film, come Michael Francis Rizzi, il figlio di Connie al suo battesimo. In altri piccoli camei sono anche presenti Gianni Russo e Abe Vigoda, rispettivamente nei ruoli di Carlo Rizzi e Salvatore Tessio.
Nel ruolo di Frank Pentangeli recita Michael V. Gazzo, che ottenne anche una nomination all'Oscar, mentre Joe Spinell riprende il personaggio di Willy Cicci, che nel primo film era il killer che freddava Carmine Cuneo (interpretato da Rudy Bond).

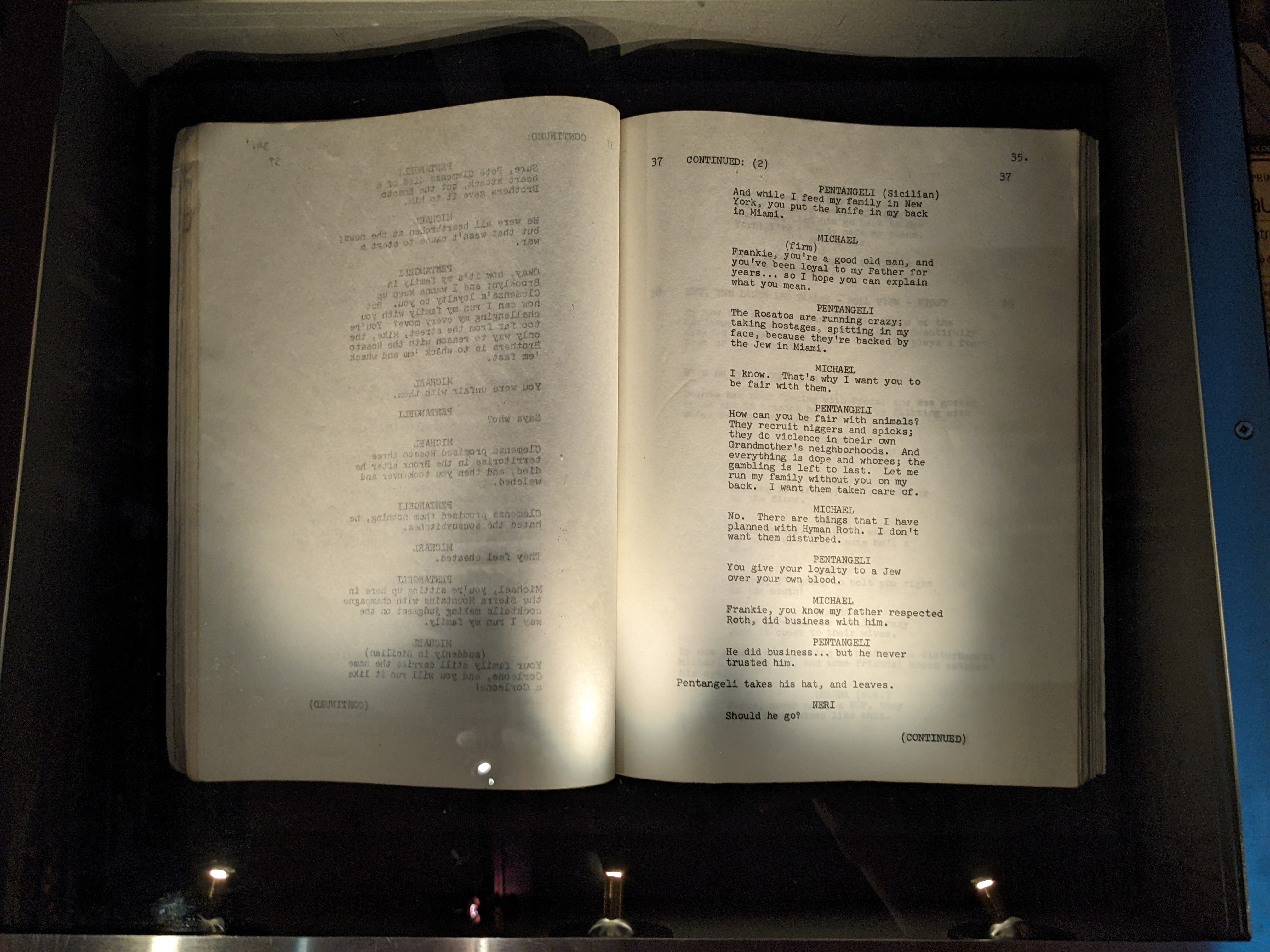
La sceneggiatura originale del film in mostra al Museo Nazionale del Cinema a Torino

### Riprese
Le riprese del film iniziarono il 1º ottobre 1973 a Las Vegas, e fu l'ultimo film americano ad essere distribuito nel formato Technicolor. Le scene ambientate a Cuba vennero in realtà girate a Santo Domingo, nella Repubblica Dominicana. Charles Bluhdorn, uno dei produttori della Paramount, fu parecchio ostile nel girare le scene a Cuba, desiderando più che fosse solo una fase di pre-produzione.
A Santo Domingo inoltre Al Pacino si ammalò di polmonite e ritardò le riprese di un mese. Inoltre Pacino rivelò a Coppola di non amare molto la sceneggiatura della pellicola, e Coppola trascorse intere notti a riscriverla per poi darla all'attore in attesa della sua opinione. Grazie ad alcune modifiche che lui stesso riteneva opportune, Pacino accettò lo script e così la produzione poté andare avanti.
In tempi più recenti, Coppola discusse con la produzione sulla possibilità di integrare questa pellicola insieme al primo capitolo nella pubblicazione in DVD, che la Paramout invece voleva pubblicare in due DVD distinti, ma alla fine il regista ebbe nuovamente la meglio. Inoltre a differenza del primo film, Coppola ha avuto maggiore potere decisionale sul film rispetto a quello garantitogli dalla produzione.
Le scene del passato di Vito Corleone ambientate nel comune di Corleone furono girate in realtà a Forza d'Agrò, a Savoca, a Graniti, a Motta Camastra ed a Regalbuto, in provincia di Messina ed Enna. Le scene dello sbarco a Ellis Island, con i controlli sanitari degli immigrati, sono state girate nella Vecchia Pescheria della città di Trieste.
Le ambientazioni con Vito giovane nella Little Italy negli anni '20 sono state in realtà effettuate presso gli studi cinematografici della Paramount Pictures a Los Angeles in California: questo fu un argomento di controversia tra il regista e la produzione, perché Coppola voleva girare tutte le riprese nella vera Little Italy a New York, ma stavolta dovette cedere alle insistenze della produzione che minacciò nuovamente di licenziarlo se le riprese non fossero state effettuate in studio per ragioni finanziarie.
La produzione del film terminò in concomitanza con il termine delle riprese il 19 giugno 1974, con un totale di centoquattro giorni di riprese. Circa tre settimane prima della fine delle riprese, critici e giornalisti definirono Il padrino - Parte II un disastro. Il motivo principale furono le storie raccontate in parallelo di Michael e Don Vito, che a loro detta subivano tagli trasversali troppo frequenti, che non garantivano un'adeguata impressione al pubblico. Coppola e la produzione decisero quindi di modificare la struttura narrativa del film, ma non riuscirono a completare linearmente il lavoro, lasciando le scene finali un po' più frettolose rispetto al resto del film.

## Colonna sonora
Alla colonna sonora, composta da Nino Rota e, per le parti bandistiche da Carmine Coppola, fu assegnato il premio Oscar alla miglior colonna sonora nel 1975.

## Distribuzione

### Data di uscita
La pellicola venne presentata in anteprima mondiale il 12 dicembre 1974 a New York, mentre il 18 dicembre ci fu una seconda première a Los Angeles. Uscì nelle sale statunitensi il 20 dicembre 1974, mentre nel resto del mondo venne distribuito principalmente tra il gennaio e il novembre 1975.
- USA: The Godfather - Part II, 20 dicembre 1974
- Argentina: El padrino II, 26 dicembre 1974
- Cecoslovacchia: Kmotr II, 1º gennaio 1975
- Australia: Mario Puzo's The Godfather: Part II, 2 gennaio 1975
- Brasile: O Poderoso Chefão II, 14 febbraio 1975
- Giappone: Godfather Part II, 26 aprile 1975
- Regno Unito: Mario Puzo's The Godfather: Part II, 15 maggio 1975
- Italia: Il padrino - Parte II, 20 giugno 1975
- Paesi Bassi: De peetvader II, 17 luglio 1975
- Svezia: Gudfadern del II, 28 luglio 1975
- Finlandia: Kummisetä II, 15 agosto 1975
- Uruguay: El padrino, Parte II, 18 agosto 1975
- Francia: Le parrain, 2ème partie, 27 agosto 1975
- Germania: Der Pate 2, 25 settembre 1975
- Irlanda: ''Mario Puzo's The Godfather: Part II, 2 ottobre 1975
- Norvegia: Gudfaren 2, 6 ottobre 1975
- Spagna: El padrino: parte II, 13 ottobre 1975
- Grecia: O nonos 2, 24 ottobre 1975
- Hong Kong: 6 novembre 1975

### Doppiaggio italiano
Clemenza nel primo film viene doppiato in lingua napoletana, mentre nel secondo, dove viene rappresentato da giovane, viene doppiato in siciliano.
Per la versione televisiva The Godfather: 1901-1959 (trasmessa più volte sul canale satellitare Studio Universal), alcune voci nelle scene integrate sono differenti: ad esempio la voce di Robert De Niro è di Francesco Pannofino.

### Edizione home video
The Godfather Saga, (in italiano, The Godfather: 1901-1959), è il film montato in ordine cronologico dei primi due film della saga. Un'operazione fatta nel 1977 da Coppola per finanziare il suo film Apocalypse Now. Fu fatta soprattutto per la TV e il mercato VHS. La durata è di 434 minuti. Nel 1992 solo per il mercato VHS (cinque cassette) fu fatta un'ulteriore versione cronologica, Godfather Trilogy 1901-1980, comprendente anche la parte III, con scene inedite, per una durata complessiva di 583 minuti.
Nel 2007 la Paramount ha prodotto una versione restaurata e digitalizzata dell'originale, con audio in Dolby Surround.
Nel giugno 2008 è stato distribuito un cofanetto DVD e Blu-ray della trilogia in cui Il padrino - Parte II include sia il doppiaggio originale in 2.0, sia il nuovo doppiaggio in 5.1 voluto da Coppola in persona e diretto da Rodolfo Bianchi.

## Accoglienza

### Incassi
Con un budget stimato in circa 13 milioni di dollari, alla sua uscita il film incassò in USA circa 35 milioni di dollari nelle prime tre settimane di apertura, mentre in totale incassò 57.300.000 dollari, non superando gli incassi del primo capitolo, che invece arrivò a quota 250 milioni di dollari. Fu il principale successo commerciale della Paramount del 1974, e divenne il quinto film di maggiore incasso dell'anno, venendo superato da film come L'inferno di cristallo e Frankenstein Junior.
Nel resto del mondo il film fu comunque campione d'incassi, ma che non raggiunsero i risultati del primo film. In Italia la pellicola incassò circa 6 miliardi di lire, venendo superato dal fenomeno dell'anno Fantozzi.

### Critica
Come per il primo capitolo, alla sua uscita il film venne acclamato dalla critica. Alcuni recensori lo definirono non solo al pari del primo film, ma lo ritennero persino superiore al predecessore. Su Rotten Tomatoes il film ha il 97% di valutazione positiva, con un voto medio di 9,5 su 10. L'Internet Movie Database gli assegna un voto di 9/10 collocandolo al 3º posto nella classifica dei migliori 250 film, superato solamente dal primo film della saga e da Le ali della libertà. L'Entertainment Weekly lo posiziona al 7º posto nella classifica dei migliori 100 film di tutti i tempi. Nel 1992 e nel 2002 il quotidiano Sight and Sound lo inserisce nei migliori dieci film dell'anno.
Nel 1998 l'American Film Institute l'ha inserito al trentaduesimo posto della classifica dei migliori cento film statunitensi di tutti i tempi, posizione riconfermata dieci anni dopo nella lista aggiornata. Sempre lo stesso istituto lo colloca al 3º posto nella lista dei migliori film gangster di tutti i tempi. Il personaggio di Michael Corleone si trova all'11º posto nella lista dei 50 migliori cattivi di sempre, mentre la frase chiave del film pronunciata da Michael «Tieniti stretti gli amici e i nemici anche più stretti» si trova al 58° nella classifica delle 100 frasi celebri di tutti i tempi. Nel 1993 è stato scelto per la conservazione nel National Film Registry della Biblioteca del Congresso degli Stati Uniti.
La pellicola fu protagonista assoluta dei Premi Oscar 1975: ottenne infatti 11 candidature aggiudicandosi sei statuette. Il regista Francis Ford Coppola portò a casa ben tre premi, miglior film, regia e sceneggiatura non originale, quest'ultima condivisa con Mario Puzo. Robert De Niro vinse il premio come miglior attore non protagonista; sul palco Coppola ritirò il premio per lui, siccome l'attore si trovava all'epoca in Italia sul set di Novecento di Bernardo Bertolucci. Nino Rota divise con Carmine Coppola il premio per la miglior colonna sonora, e in seguito si aggiunse anche quello per la miglior scenografia. Col passare degli anni, molti fan hanno contestato il fatto che la lodatissima interpretazione di Al Pacino non fosse stata premiata con l'Oscar anch'essa. Nonostante ciò l'attore si aggiudicò il BAFTA al miglior attore protagonista.

## Riconoscimenti
- 1975 – Premio Oscar
  - Miglior film a Francis Ford Coppola, Gray Frederickson e Fred Roos
  - Migliore regia a Francis Ford Coppola
  - Miglior attore non protagonista a Robert De Niro
  - Migliore sceneggiatura non originale a Francis Ford Coppola e Mario Puzo
  - Migliore scenografia a Dean Tavoularis, Angelo P. Graham e George R. Nelson
  - Miglior colonna sonora a Nino Rota e Carmine Coppola
  - Candidatura per il Miglior attore protagonista a Al Pacino
  - Candidatura per il Miglior attore non protagonista a Michael V. Gazzo
  - Candidatura per il Miglior attore non protagonista a Lee Strasberg
  - Candidatura per la Miglior attrice non protagonista a Talia Shire
  - Candidatura per i Migliori costumi a Theadora Van Runkle
- 1975 – Golden Globe
  - Nomination Miglior film drammatico
  - Nomination Migliore regia a Francis Ford Coppola
  - Nomination Miglior attore in un film drammatico a Al Pacino
  - Nomination miglior attore debuttante a Lee Strasberg
  - Nomination migliore sceneggiatura a Francis Ford Coppola e Mario Puzo
  - Nomination miglior colonna sonora a Nino Rota
- 1975 – Premio BAFTA
  - Miglior attore protagonista a Al Pacino
  - Nomination Miglior attore debuttante a Robert De Niro
  - Nomination Miglior montaggio a Peter Zinner, Barry Malkin e Richard Marks
  - Nomination Miglior colonna sonora a Nino Rota
- 1974 - New York Film Critics Circle Award
  - Nomination Miglior attore non protagonista a Robert De Niro
- 1975 - Directors Guild of America
  - Migliore regia a Francis Ford Coppola, Michael S. Glick, Newt Arnold e Henry J. Lange Jr (Assistenti Registi)
- 1975 - National Society of Film Critics Award
  - Migliore regia a Francis Ford Coppola
  - Migliore fotografia a Gordon Willis
- 1975 - Writers Guild of America
  - Migliore sceneggiatura a Mario Puzo e Francis Ford Coppola
- 1975 – Kansas City Film Critics Circle Award
  - Migliore regia a Francis Ford Coppola

## Altri media
Nell'aprile 2009 è stato messo in commercio il videogioco Il padrino II, distribuito dalla Electronic Arts. Il gioco, di genere avventura/azione, vede come protagonista Dominic Corleone, nuovo picciotto della famiglia che dovrà destreggiarsi in atletiche missioni per conto di Michael allo scopo di diventare il nuovo padrino della famiglia. Oltre al personaggio di Michael, nel videogioco compaiono anche quelli di Frankie Pentangeli, Hyman Roth, Tom Hagen e del senatore Geary. Il gioco non ha tuttavia raccolto il successo sperato, soprattutto se paragonato a quello basato sul primo capitolo del film.